# Wzgórza Rymanowskie
Wzgórza Rymanowskie – najbardziej na północ wysunięta, środkowa część Beskidu Niskiego, położona na północ od Beskidu Dukielskiego i Gniazda Jawornika. Obejmuje dwa ciągi wzniesień o wysokościach od 500 do 650 m n.p.m., biegnące łukiem z zachodu na południowy wschód pomiędzy dolinami Jasiołki (na zachodzie) i Wisłoka (na wschodzie). Ciągi te są rozcięte na mniejsze odcinki dolinami potoków płynących z południa na północ (licząc od zachodu): Lubatówki, Iwonickiego Potoku i Taboru. Pomiędzy Wzgórzami Rymanowskimi położone są uzdrowiska Iwonicz-Zdrój i Rymanów-Zdrój.
Do szczytów Wzgórz Rymanowskich należą m.in.:
w części północnej:
- Pachanowa (512 m n.p.m.),
- Płońska (505 m n.p.m.),
- Góra Winiarska (529 m n.p.m.),
- Przedziwna (551 m n.p.m.),
- Glorieta (552 m n.p.m.),
- Sucha Góra (611 m n.p.m.),
- Mogiła (606 m n.p.m.),
- Zamczyska (568 m n.p.m.),
- Kopiec (635 m n.p.m.).

w części południowej:
- Wyrszgóra (507 m n.p.m.),
- Zygmuntówka (504 m n.p.m.),
- Żabia (549 m n.p.m.),
- Sroków Dział (580 m n.p.m.),
- Przymiarki (626 m n.p.m.),
- Kopa (640 m n.p.m.),
- Dział nad Desznem (673 m n.p.m.),
- Wierch Tarnawski (603 m n.p.m.).